# Накум
Накум або Наккун (ісп. Nakúm) — руїни міста цивілізації мая в департаменті Петен (Гватемала). Назва перекладається як «Дім горщику». Є частиною «Національного культурного парку Яшха-Накум-Наранхо».

## Історія
Стародавні назви міста та царства на сьогодні невідомі. Перші поселення виникли у середині докласичного періоду. Втім внаслідок невідомих на сьогодні процес зазнало руйнувань. Відродження почалося наприкінці докласичного періоду.
У ранньокласичний період на цьому місці постала невеличка держава. Про цей період в історії Накума поки що відомо замало. Піднесення почалося наприкінці класичного періоду — з початку VII століття. Особливо бурхливий розвиток набув, коли інші держави мая зникли або значно занепали. Тоді правителі Накума використовували вигідне розташування міста, поблизу річки Хольмуль, на перетині торговельних шляхів. Втім відомості щодо місцевої династії вкрай малі. Припинило своє існування в середині X ст.

## Опис
Знаходиться на північному березі річки Хольмуль, на відстані у 17 км від руїн міста Яшха, 32 км на південний схід від Тікаля і в 28 км на захід — північний захід від Наранхо, в департаменті Петен, на півночі Гватемали.
Загальна площа становить 28 га. За своєю архітектурою будови в Накумі відповідають «стилю Петен». Кількість монументальних споруд, що натепер виявлено і частково описано, становить понад 200, зокрема кам'яні храми і палаци зі ступінчастим склепінням.
Територія умовно поділяється на Північний та Південний сектори. На території першого знаходиться велика простора площа і декілька великих комплексів й будівель (Групи «Захід», «Північ», «Схід»). Серед них виділяється «Храм X». Північний сектор поєднано з Південним через храмовий комплекс «Перін'ї-Ла Іглесія».
Будівлі Південного сектору переважають Північний за масштабністю та вражаючим розміром храмів і палаців. До Південного сектору тягнеться дорога-гребля завдовжки 250 м. На території Південного сектора розміщався невеличкий майданчик для гри у м'яч (Структури 7 і 8). Тут також є декілька величезних подвійних комплексів (трикутний храм і піраміда), що отримали назви Будівлі A, B, C (Центральна площа), V (Східна площа), U (Південно-Східна площа) з напрямком на північ. Структури А і С разом утворюють астрономічний комплекс. Структура V має склепіння і вертикальні стінки.
У межах цього сектор розміщується акрополь. Він складається з 12 груп палаців-дворів з загальною кількість 44 кімнати (загальна назва Будівля D). Помешкання володаря царства розташовувалися у Будівлі Y. У комплексі акрополя виявлено рештки будівель, що датуються ранньокласичним періодом. Інтерес являє «Храм Q» пізньокласичного періоду. У VIII ст. ритуально-адміністративний центр перенесли у південну частину. Водночас споруди, що були зруйновані або занедбані у попередні століття, були відновлені. При цьому зводені нові будівлі. Тут виявлено лише 1 царське поховані (у храмі піраміди ST 15).
Виявлено 15 стел, зокрема 12 гладеньких і 3 різьблених, що датуються від 771 до 819 року.
На території археологічної пам'ятки виявлено доволі багато графіті мая, що є однією з найбільших колекцій серед маянських міст.

## Історія досліджень
У 1905 році виявлено дослідником Морісом Перін'ї. Він дослідив будівлі в межах Південного сектору. З цього періоду нетривалі дослідження велися у 1930-х та 1970-х роках Лише з 1990 року за ініціативи влади Гватемали тут розпочалися ґрунтовні археологічні розкопки на чолі із Бернардом Ермесом.